# Bridgewater (Nova Escócia)
Bridgewater é um município localizado na província da Nova Escócia, no leste do Canadá.  Sua população é de 8,532 habitantes.